# Storia della Corea del Sud
La storia della Corea del Sud comincia formalmente con l'istituzione della Repubblica di Corea il 15 agosto 1948, sebbene Syngman Rhee l'avesse già dichiarata a Seul il 13 agosto 1948.
Nel periodo immediatamente successivo all'occupazione giapponese della Corea, che terminò nel 1945 con la sconfitta dell'Impero giapponese nella seconda guerra mondiale, la Corea fu divisa al 38º parallelo in conformità a un'intesa dell'Organizzazione delle Nazioni Unite per essere amministrata dall'Unione Sovietica nel nord (Amministrazione civile sovietica) e dagli Stati Uniti nel sud (USAMGIK). I sovietici e gli statunitensi non furono però in grado di raggiungere un accordo sull'attuazione dell'amministrazione fiduciaria congiunta della Corea. Questo portò nel 1948 alla costituzione di due governi separati, ciascuno dei quali pretendeva di essere il governo legittimo di tutta la Corea. Alla fine, in seguito alla guerra di Corea, i due governi separati si stabilizzarono nelle due attuali entità politiche della Corea del Nord e della Corea del Sud.
La storia successiva della Corea del Sud è contrassegnata dall'alternarsi di periodi di governo democratico e autocratico. I governi civili sono numerati convenzionalmente dalla prima repubblica di Syngman Rhee all'attuale sesta repubblica. La prima repubblica, che si può dire fosse democratica al suo esordio, divenne sempre più autocratica fino al suo crollo nel 1960. La seconda repubblica era fortemente democratica, ma fu rovesciata in meno di un anno e sostituita da un regime militare autocratico. La terza, la quarta e la quinta repubblica erano nominalmente democratiche, ma sono ampiamente considerate come la continuazione del governo militare. Con la sesta repubblica il Paese si è gradualmente stabilizzato in una democrazia liberale.
Fin dal suo esordio la Corea del Sud ha visto un sostanziale sviluppo in campo educativo, economico e culturale. A partire dagli anni 1960 il Paese si è trasformato da una delle più povere nazioni dell'Asia in una delle più ricche del mondo e l'istruzione, particolarmente al livello superiore, si è espansa enormemente. Il Paese è oggi una delle "quattro tigri" emergenti dell'Asia meridionale insieme a Singapore, Taiwan e Hong Kong.

## Amministrazione militare statunitense (1945-1948)
Dopo la resa del Giappone alle forze Alleate la divisione del Paese al 38º parallelo contro i desideri del popolo coreano segnò l'inizio dell'amministrazione fiduciaria sovietica e statunitense, rispettivamente sul Nord e sul Sud della penisola. Sebbene il governo provvisorio della Repubblica di Corea con sede in Cina fosse ritenuto il legittimo depositario della sovranità de iure della Corea, i capi statunitensi scelsero di ignorare la sua legittimità, in parte per la convinzione che fosse di orientamento comunista.
Le forze statunitensi sbarcarono a Incheon l'8 settembre 1945 e istituirono poco dopo un governo militare. Le forze che sbarcarono a Incheon erano quelle del 24º Corpo della Tenth United States Army. Erano comandati dal tenente generale John R. Hodge, che prese poi l'incarico del governo.
Il Paese in questo periodo era afflitto dal caos politico ed economico, che derivava da una serie di cause. Gli effetti collaterali dello sfruttamento giapponese si facevano ancora sentire nel Paese, come pure nella Repubblica Popolare Democratica di Corea. In aggiunta le forze armate statunitensi erano largamente impreparate alla sfida di amministrare il Paese, essendo arrivate senza alcuna conoscenza della lingua, della cultura o della situazione politica. Così molte delle loro politiche ebbero involontari effetti destabilizzanti. Ondate di rifugiati dalla Corea del Nord e di rimpatriati dall'estero contribuirono inoltre a mantenere in agitazione il Paese.
La Repubblica Popolare di Corea, che ebbe vita breve, era stata istituita in tutta la Corea da Lyuh Woon-Hyung in agosto, dopo un negoziato con gli invasori giapponesi. Essa fu dichiarata invalida dagli Stati Uniti nel Sud poco dopo il loro arrivo. Il vice-premier Yeo Un-hyeong diede le dimissioni e fondò il Partito dei Lavoratori. Nel novembre e dicembre 1945 i membri del gabinetto del governo provvisorio, compreso il presidente Kim Gu, furono costretti a ritornare come privati cittadini.
Di fronte al crescente malcontento popolare nell'ottobre 1945 Hodge fondò il Consiglio consultivo coreano. Un anno dopo furono istituiti un'assemblea legislativa e un governo ad interim, guidati rispettivamente da Kim Kyu-shik e Syngman Rhee. Tuttavia questi organi ad interim mancavano di qualsiasi autorità indipendente o sovranità di diritto, che apparteneva ancora al governo provvisorio.

## Prima repubblica (1948-1960)
Il 15 agosto 1948 fu formalmente istituita la Repubblica di Corea, con Syngman Rhee come primo presidente, che fu eletto davanti a Kim Koo nel luglio 1948. Con la creazione del governo di Rhee, anche la sovranità de iure passò al nuovo governo. Il 9 settembre 1948 fu istituita sotto Kim Il-Sung la Repubblica Popolare Democratica di Corea. L'investitura del governo di Rhee seguì l'elezione generale del 10 maggio 1948. La prima costituzione del Paese era stata promulgata dalla prima Assemblea nazionale il 17 luglio. Essa istituì un sistema con un presidente forte, che era eletto direttamente dall'Assemblea nazionale. Sebbene originariamente fosse stato considerato un governo di tipo ministeriale, l'opposizione di numerosi politici in cerca di potere impedì la sua attuazione a favore di un governo presidenziale. 
Il 12 dicembre 1948, con la sua risoluzione 195 nella terza Assemblea generale, le Nazioni Unite riconobbero la Repubblica di Corea come l'unico governo legale della Corea.
Nel periodo 1945-1950 gli Stati Uniti e le autorità sudcoreane realizzarono una riforma terriera che includeva l'istituzione della proprietà privata. Confiscarono e ridistribuirono tutta la terra detenuta dal governo coloniale, dalle società e dai singoli coloni giapponesi durante l'occupazione. Il governo coreano realizzò una riforma in cui i coreani con grandi possedimenti fondiari furono obbligati a spogliarsi della maggior parte della loro terra. Fu creata in tal modo una nuova classe di proprietari familiari e indipendenti.
Rhee fu sostenuto nelle elezioni dal Partito Democratico di Corea, ma trascurò di inserirne alcuni dei membri nel suo gabinetto. Per ritorsione i membri del partito esclusi dal governo formarono un nuovo partito di opposizione, il Partito Nazionalista Democratico, e cominciarono a perorare un sistema di governo che sottraesse potere al presidente. Questo portò la fazione di Rhee a raggrupparsi nel Partito Nazionalista, che divenne in seguito il Jayudang e rimase la base politica di Rhee per tutta al durata della sua amministrazione. Le seconde elezioni parlamentari del Paese si tennero il 30 maggio 1950 e diedero la maggioranza dei seggi agli indipendenti.
Il governo Rhee continuò molte delle pratiche del governo militare statunitense, tra cui la repressione brutale dell'attività dei movimenti di sinistra. Nel 1949, l'esercito sud-coreano contrastò brutalmente l'Insurrezione di Jeju, uccidendo 60.000 persone.. Furono soffocate anche le rivolte militari a Suncheon e Yeosu, provocate dal rifiuto delle truppe di ubbidire agli ordini di partire per Jeju e partecipare alla repressione. Inoltre, nel giugno 1950, nei giorni successivi all'attacco subito da parte della Corea del Nord, sfruttò il momento drammatico per attuare il Massacro della lega di Bodo, giustiziando tra i 60.000 e i 200.000 sudcoreani detenuti per sospette simpatie comuniste.
Rhee, in contrasto sia con la Corea del Nord che con il Giappone, si era schierato apertamente con gli Stati Uniti d'America e aveva perseguito una politica di "unificazione mediante la forza". Anche se ebbero luogo alcuni colloqui tesi alla normalizzazione dei rapporti con il Giappone, essi ebbero scarsi risultati. Nel frattempo il governo incassò grosse somme di aiuti dagli statunitensi, in importi talora quasi equivalenti all'intero bilancio nazionale.
Il 25 giugno 1950 le forze nordcoreane invasero la Corea del Sud. Guidata dagli Stati Uniti, una coalizione di sedici nazioni intraprese la prima azione collettiva sotto il Comando delle Nazioni Unite (United Nations Command) per contrastare i nordcoreani. La linee del fronte cambiavano continuamente, causando un alto numero di vittime civili e producendo immense distruzioni. Con l'entrata della Repubblica Popolare Cinese a sostegno della Corea del Nord nel 1951 i combattimenti giunsero a una situazione di stallo vicino all'originaria linea di demarcazione tra Nord e Sud. I negoziati per l'armistizio, iniziati nel luglio 1951, si conclusero finalmente il 27 luglio 1953 a Panmunjeom, ora nella zona demilitarizzata coreana. In seguito all'armistizio il governo sudcoreano ritornò a Seul nella data simbolica del 15 agosto 1953.
Dopo l'armistizio la Corea del Sud sperimentò il tumulto politico durante gli anni della leadership autocratica di Syngman Rhee. Durante tutto il suo periodo al potere Rhee cercò di compiere ulteriori passi per consolidare il suo controllo di governo. I primi tentativi iniziarono nel 1952, quando la sede del governo era ancora a Pusan a causa della guerra in corso. Nel maggio di quell'anno Rhee fece approvare degli emendamenti costituzionali che trasformavano la presidenza in una carica eletta direttamente dal popolo. Per fare questo dichiarò la legge marziale e fece incarcerare i membri del partito che prevedeva avrebbero votato contro. Successivamente Rhee fu eletto con un ampio margine. Riacquistò il controllo del Parlamento nelle elezioni del 1954 e subito dopo fece approvare un emendamento per esentarsi dal limite di mandato di otto anni.
Nel 1960 la Rivoluzione d'aprile sudcoreana pose fine al governo di Rhee. Gli eventi furono innescati il 15 marzo dalla violenta repressione di una dimostrazione studentesca contro la corruzione elettorale a Masan. Inizialmente le proteste furono represse dalla polizia, ma esplosero di nuovo dopo che fu trovato il corpo di uno studente che galleggiava nel porto, ucciso da un lacrimogeno. Successivamente proteste non violente si diffusero a Seul ed in tutto il Paese e la polizia i rifiutò di sedarle. Rhee si dimise il 26 aprile.

## Seconda repubblica (1960-1961)
Dopo la rivoluzione studentesca il potere fu detenuto brevemente da un'amministrazione ad interim sotto Heo Jeong e una nuova elezione parlamentare si tenne il 29 luglio 1960. Il Partito Democratico, che era stato all'opposizione durante la prima repubblica, ottenne facilmente il potere e fu così istituita la seconda repubblica. La costituzione riveduta impose che la seconda repubblica prendesse la forma di un sistema di gabinetto parlamentare dove il presidente assumeva solo un ruolo nominale. Questo fu il primo e unico caso in cui la Corea del Sud si volse a un sistema parlamentare anziché a uno presidenziale. Yun Bo-seon fu eletto presidente il 13 agosto 1960. Il primo ministro e capo del governo era Chang Myon.
La seconda repubblica vide la proliferazione dell'attività politica che era stata repressa sotto il regime Rhee. Gran parte di questa attività era condotta da gruppi di sinistra e studenteschi, che erano stati strumentali al rovesciamento della prima repubblica. L'adesione e l'attività sindacale crebbero rapidamente durante i mesi successivi del 1960. Circa duemila dimostrazioni si tennero durante gli otto mesi della seconda repubblica.
Sotto la pressione della sinistra il governo Chang portò a compimento una serie di purghe di ufficiali dell'esercito e della polizia che erano stati coinvolti in attività anti-democratiche o in corruzione. Una legge speciale fu approvata a tal fine il 31 ottobre 1960. 40.000 persone furono poste sotto inchiesta; di queste, più di 2.200 funzionari di governo e 4.000 ufficiali di polizia furono epurati. In aggiunta il governo valutò di ridurre le dimensioni dell'esercito di 100.000 unità, anche se questo piano fu accantonato.
Anche dal punto di vista economico il governo aveva di fronte una crescente instabilità. Esso formulò un piano quinquennale, anche se non riuscì ad attuarlo prima di essere rovesciato. La seconda repubblica vide lo hwan perdere metà del suo valore contro il dollaro tra l'autunno del 1960 e la primavera del 1961. Anche la disoccupazione e i prezzi all'ingrosso salirono durante questo periodo.

## Dominio militare (1961-1963)
Il colpo di Stato militare del 16 maggio guidato dal maggiore generale Park Chung-hee il 16 maggio 1961 mise definitivamente fine alla seconda repubblica. Park era un membro di un gruppo di capi militari che erano andati premendo per una depoliticizzazione dell'esercito. Insoddisfatti delle misure di repulisti intraprese dalla seconda repubblica e convinti che l'attuale stato di disorientamento sarebbe sfociato nel comunismo, scelsero di prendere la faccenda nelle loro mani.
I capi militari promisero di restituire il governo a un sistema democratico non appena possibile. Il 2 dicembre 1962 si tenne un referendum per decidere il ritorno ad un sistema di governo presidenziale, che fu approvato presumibilmente con una maggioranza del 78%. Park e gli altri capi militari promisero solennemente di non concorrere a cariche nelle successive elezioni. Tuttavia Park corse comunque per la carica di presidente, vincendo di misura nell'elezione del 1963.

## Terza repubblica (1963-1972)
Park corse di nuovo nelle elezioni presidenziali del 1967, prendendo il 51,4% dei voti. All'epoca la presidenza era costituzionalmente limitata a due mandati, ma nel 1969 fu fatto approvare a forza dall'Assemblea Nazionale un emendamento alla Costituzione per consentirgli di tentare un terzo mandato. Fu rieletto nelle elezioni presidenziali del 1971. Il principale candidato dell'opposizione era Kim Dae-jung, che perse per uno stretto margine.
La Terza Repubblica vide la Corea del Sud cominciare ad assumere un atteggiamento più fiducioso nelle relazioni internazionali. Le relazioni con il Giappone furono normalizzate in un accordo ratificato il 14 agosto 1965. Il governo continuò i suoi stretti legami con gli Stati Uniti, e continuò altresì a ricevere grandi quantità di aiuti. Nel 1965 fu concluso un "accordo sullo status delle forze" (status of forces agreement), che chiariva la situazione legale delle forze statunitensi di stanza nel paese. Subito dopo, la Corea si unì alla Guerra del Vietnam, inviando alla fine un totale di 300.000 soldati a combattere a fianco delle truppe statunitensi e sudvietnamite.
L'economia crebbe rapidamente durante questo periodo. Il regime di Park usò l'afflusso di aiuti esteri dal Giappone e dagli Stati Uniti per fornire prestiti alle imprese esportatrici a tassi d'interesse negativi. Sostenne anche la costruzione dell'acciaieria POSCO, che entrò in funzione all'inizio della Quarta Repubblica.
Il 6 dicembre 1971, Park dichiarò uno stato di emergenza nazionale. Il 4 luglio dell'anno seguente, annunciò piani per la riunificazione in un comunicato congiunto con la Corea del Nord. Park dichiarò la legge marziale il 17 ottobre 1972, sciogliendo l'Assemblea Nazionale. Annunciò anche piani per eliminare l'elezione popolare del presidente.

## Quarta repubblica (1972-1979)
La quarta repubblica iniziò con l'adozione della costituzione di Yusin il 21 novembre 1972. Questa nuova costituzione diede a Park il controllo effettivo del parlamento. Di fronte alla perdurante agitazione popolare Park promulgò nel 1974 e nel 1975 dei decreti di emergenza che condussero all'incarcerazione di centinaia di dissidenti. Questo periodo vide anche la continuazione della spettacolare crescita economica.

## Quinta repubblica (1979-1987)
Dopo l'assassinio di Park a opera di Kim Jae-gyu nel 1979 emerse una società civile coreana decisa a dare voce alle proprie istanze, protestando con forza contro il dominio autoritario. Animate principalmente dagli studenti universitari e dai sindacati, le proteste raggiunsero un climax dopo il colpo di Stato del 12 dicembre 1979 del maggiore generale Chun Doo-hwan e la conseguente dichiarazione della legge marziale. Il 18 maggio 1980 esplose uno scontro nella città di Gwangju tra gli studenti dell'Università Nazionale di Chonnam che protestavano contro la chiusura del loro ateneo e le forze armate. Lo scontro si trasformò però in un tumulto esteso all'intera città che durò nove giorni, fino al 27 maggio. Il governo dittatoriale accertò 191 vittime tra civili e militari, ma secondo gli osservatori internazionali la stima di morti complessiva si attestra tra le 1000 e 2000 unità (massacro di Gwangju). La collera pubblica per le uccisioni consolidò in tutta la nazione il sostegno per la democrazia, spianando la strada alle prime elezioni democratiche nel 1987.
I “tre Kim” sono stati tre importanti personaggi che hanno dominato la scena
politica sudcoreana per circa tre decenni, fino orientativamente alle elezioni
presidenziali del dicembre 2002. "Kim Young-sam e Kim Dae-jung
avevano guidato il movimento pro-democratico negli anni ’70 e ’80, prima
di diventare entrambi Presidenti della Repubblica di Corea (il primo
dal 1993 al 1998, il secondo dal 1998 al 2003). Kim Jong-pil, invece, fu
primo ministro una prima volta tra il 1971 e il 1975 durante il periodo dittatoriale,
ed una seconda volta tra il 1998 e il 2000, entrando a far parte
della compagine governativa guidata da Kim Dae-jung. L’uscita di scena
di questi tre personaggi indicò, per molti, la chiusura di una lunga fase
politica della Corea".

## Sesta repubblica (1987-oggi)
Nel 1987 Roh Tae-woo, uno dei colleghi di Chun nel colpo di Stato del 1979 e membro del gruppo militare Hanahoi, fu eletto alla presidenza dal voto popolare.
Nel 1992 fu eletto presidente Kim Young-sam. Era il primo presidente civile del Paese da trent'anni.
Nel 1997 la nazione soffrì una severa crisi finanziaria dalla quale seppe riprendersi solidamente. La Corea del Sud ha anche mantenuto il suo impegno a democratizzare i suoi processi politici, giacché Kim Dae-jung ottenne la presidenza nello stesso anno. Si trattò del primo trasferimento del governo tra partiti con mezzi pacifici. Dae-jung perseguì la "politica del sole splendente", una serie di sforzi per riconciliarsi con la Corea del Nord che culminarono nei colloqui di pace con il capo nordcoreano Kim Jong-il, per i quali Dae-jung fu insignito del premio Nobel per la pace nel 2000. Tuttavia l'efficacia della politica del sole splendente fu messa in discussione dalle accuse di corruzione successivamente avanzate contro la presidenza.
Nel febbraio 2003 fu eletto alla presidenza Roh Moo-hyun del Partito Democratico del Millennio, che si trovò subito ad affrontare problemi scoraggianti. Il suo impegno di perseguire la politica del sole splendente del suo predecessore verso la Corea del Nord fu messa a dura prova dall'atteggiamento provocatorio con cui il Nord continuò a sfidare il mondo vantando le sue capacità nucleari. In aggiunta molti sudcoreani avevano cominciato a dare segni di insofferenza circa l'influenza statunitense sul loro Paese.
Il 12 marzo 2004 l'Assemblea nazionale sudcoreana votò a larghissima maggioranza la messa in stato di accusa del presidente Roh Moo-hyun con le imputazioni di corruzione e clientelismo politico. Il Partito Uri, che fu il solo a sostenere il presidente, boicottò il voto con rabbia. Questa mossa chiaramente influì sull'esito delle elezioni parlamentari tenute il 15 aprile 2004: più del 70% dell'opinione pubblica condannò infatti la messa in stato di accusa del presidente e votò massicciamente a favore del Partito Uri, che ottenne 152 seggi sul totale dei 299 dell'Assemblea nazionale. Per la prima volta in diciotto anni il partito al governo diventava la maggioranza e per la prima volta in più di quarant'anni un partito liberale aveva detenuto una maggioranza dell'Assemblea. Nel mese di maggio la Corte costituzionale rigettò l'incriminazione di Roh, che fu quindi reintegrato come presidente. Tuttavia il Partito Uri perse poi la maggioranza nelle elezioni suppletive del 2005.
Problemi con i capi sudcoreani si sono avuti anche gli anni successivi, quando il primo ministro Lee Hae-chan si dimise nel marzo 2006 a seguito delle pesanti critiche ricevute per aver continuato a giocare a golf piuttosto che occuparsi di un grave sciopero nazionale dei lavoratori delle ferrovie che aveva paralizzato il Paese. Fu sostituito da Han Duck-soo.
Per la prima volta da cinquantasei anni nel marzo 2007 furono stabiliti collegamenti ferroviari regolari tra la Corea del Nord e quella del Sud. Sebbene l'evento fosse perlopiù simbolico, era considerato un importante passo verso la piena riconciliazione. La Corea del Sud sperava che alla fine una ferrovia trans-coreana avrebbe fornito un accesso più facile ad altre parti dell'Asia. Data l'infrastruttura fatiscente della Corea del Nord, tuttavia, passeranno anni prima che questa ferrovia possa divenire realtà.
Nell'ottobre 2007 il presidente Roh Moo-hyun e il capo nordcoreano Kim Jong-il si incontrarono per il loro secondo vertice inter-coreano. I capi stipularono un accordo per collaborare su vari progetti economici e concordarono inoltre di avviare un confronto per giungere alla firma di un trattato che avrebbe formalmente posto fine alla guerra di Corea.
Lee Myung-bak, del Grande Partito Nazionale dell'opposizione, vinse le elezioni presidenziali di dicembre, ottenendo il 48,7% dei voti. Chung Dong-yong, che era appoggiato dal presidente uscente Roh Moo-hyun, prese il 26,1%. Lee era stato perseguitato da accuse di scorrettezza etica e l'Assemblea nazionale due giorni prima delle elezioni aveva votato per riaprire un'indagine volta ad accertare se avesse manipolato le azioni di una società di investimento. Nel gennaio 2008 nominò Han Seung-soo come suo primo ministro. Un pubblico ministero speciale assolse Lee dalle accuse di frode e meno di una settimana dopo egli poté giurare da presidente. Lee dichiarò che avrebbe lavorato per migliorare l'economia della Corea del Sud e stabilire legami più stretti con gli Stati Uniti.
A giugno, pochi mesi dopo l'inizio della sua presidenza, Lee affrontò massicce proteste a Seul contro la sua decisione di riprendere le importazioni di manzo americano, che era stato bandito nel 2003 dopo che negli Stati Uniti era stato diagnosticato il morbo della mucca pazza. Le proteste, che si trascinarono per sei settimane, raggiungendo il culmine il 10 giugno, esprimevano una totale insoddisfazione verso il presidente Lee. Il primo ministro Han Seung-soo e tutti i quindici ministri del gabinetto presentarono le loro dimissioni. Tre ministri furono sostituiti, ma il presidente Lee rifiutò di accettare le altre dimissioni. Alla fine la Corea del Sud e gli Stati Uniti raggiunsero un accordo in base al quale gli Stati Uniti non avrebbero esportato manzo di bestiame al di sotto dei 30 mesi di età. L'accordo però non era condiviso da tutto il Paese e fu oggetto di vivaci contestazioni anche nei mesi successivi.
I guai di Lee aumentarono durante la crisi finanziaria globale che mise in ginocchio molte nazionali nell'autunno del 2008. I suoi detrattori criticarono la sua risposta alla crisi come incoerente e confusa.
Ulteriori problemi sono venuti alla fine del 2008 dal peggioramento dei rapporti con la Corea del Nord che, dopo il riavvicinamento degli ultimi anni, ha ripreso di colpo i toni aggressivi e minacciosi del passato. La questione centrale resta il programma nucleare per la produzione di armi: negli ultimi mesi i negoziati in sede internazionale avevano registrato importanti passi in avanti e il governo nordcoreano aveva accettato di iniziare lo smantellamento dei suoi impianti e di collaborare con gli ispettori internazionali, ma il nuovo irrigidimento delle posizioni è culminato nell'abbandono dei negoziati e nella ripresa degli esperimenti nucleari con il lancio di missili intercontinentali (vedi storia della Corea del Nord per ulteriori dettagli).
Nell'aprile 2009 l'ex presidente Roh Moo-hyun è stato sottoposto ad indagini per corruzione e il 23 maggio si è successivamente suicidato saltando in un burrone mentre scalava una montagna.
Dal 3 al 4 dicembre 2024, il paese vive improvvisamente un momento di caos e di confusione a causa della dichiarazione della legge marziale del presidente sudcoreano Yoon Suk-yeol con una conferenza stampa sulla televisione YTN. I militari e i poliziotti prendono il controllo della sede dell'Assemblea nazionale coreana, cercando di impedire l'ingresso ai politici ed assistenti dello staff parlamentare. Nonostante ciò, molti politici riescono a entrare nell'edificio scavalcando le recinzioni. Successivamente, in poche ore, il Parlamento sudcoreano con la presenza di circa 200 deputati propone e vota la revoca della legge marziale, oltre a presentare una prima mozione di impeachment che non viene approvata. Il giorno dopo, revocata la legge marziale, i militari ed i poliziotti lasciano libere le strade di Seoul.
Il 14 dicembre 2024 il presidente Yoon viene sospeso dall'incarico a seguito dell'approvazione di una seconda mozione di impeachment, venendo sostituto prima da Han Duck-soo e poi da Choi Sang-mok.